# Харьковский академический театр музыкальной комедии
Харьковский академический театр музыкальной комедии (укр. Харківський академічний театр музичної комедії) — театр, основанный 1 ноября 1929 года в Харькове. За время работы театром поставлено более 40 спектаклей. Театральный коллектив ездил на гастроли в Киев, Ригу, Ереван и Баку.

## История
Основан 1 ноября 1929 года в Харькове, как первый театр оперетты на Украине.
Вначале располагался в помещении театра Муссури, а с 2004 года работает в здании ДК «Пищевик».
Первыми режиссёрами, работавшими в театре, были заслуженный артист Украинской ССР Борис Балабан и народный артист Украинской ССР Домиан Козачковский. Они поставили первые спектакли: «Запорожец за Дунаем», «Цыганский барон», «Ночь перед Рождеством».
В 1980-е годы в Харьковском театре музыкальной комедии впервые ставятся мюзиклы, среди которых «Сестра Керри», «Юнона и Авось», «Иисус Христос-суперзвезда».
В 2006 году театр был удостоен статуса академический за развитие украинского музыкального искусства и профессионализм.
В ноябре 2009 года Харьковский областной совет наградил театр знаком «Слобожанская слава».
14 октября 2023 года в театре произошел пожар. Ночью выгорели подсобные помещения и гримерная на третьем этаже. Причины возгорания не сообщаются..

## Известные актёры
В Харковском академическом театре музыкальной комедии выступали такие известные актёры как народная артистка СССР Татьяна Шмыга, народный артист РСФСР Герард Васильев, народный артист СССР Михаил Водяной и многие другие. Карьеру здесь начинали выдующийся композитор народный артист РСФСР Исаак Дунаевский и великая актриса народная артистка СССР Клавдия Шульженко.